# Трпеза (Витина)
Трпеза (алб. Tërpezë) је насеље у општини Витина, Косово и Метохија, Република Србија.

## Становништво
| Демографија | Демографија | Демографија |
| Година      | Становника  | Становника  |
| ----------- | ----------- | ----------- |

## Порекло становништва по родовима
Подаци из 1929. године)
Српски родови:
- Петканићи (3 k., св. Никола), староседеоци.
- Љубисавци (4 k., св. Ђорђе Алимпије). Досељени из околине Скопља око 1750. године.
- Чичанци (2 k., св. Ђорђе Алимпије). Пресељени око 1850. године из Смире због арбанашког зулума. Чичанцима их прозвали Арбанаси (чичан арбанашки: кукавац) зато што су се према Арбанасима, њиховим силеџијама, држали кукавички. Старо презиме им је Русић, заједничког су порекла са Чичанцима из Клокота.
- Живкини-Доњоморавци (1 k., св. Никола). Давно досељени из околине Косовске Каменице.
- Стајкић (1 k., св. Арханђео). Пресељени из Житиња око 1900. године.
- Гарџа (1 k., св Ђорђе Алимпије). Пресељени као слуге из Житиња око 1900. године.
- Станковићи (2 k., св Арханђео), Ђурић (1 k., св. Илија), Петровић (1 k., св. Илија). Сва три рода досељена на утрину 1922. године из Вучаделца, где су 1878. године прешли из Вучаделца код Трна у Бугарску.
- Стојановић (1 k., св. Арханђео); досељен 1925. године на утрину из Брзе. Пре 1911. године живео у Доњем Јабукову, а даљом старином је из села Љубато код Трна у Бугарској.
- Магић (1 k., св. Арханђео); досељен 1925. године из Доњег Романовца на купљено имање.